# Zuid-Aziatisch kampioenschap voetbal 2011
Het Zuid-Aziatisch kampioenschap voetbal 2011 (officieel: Karbonn SAFF Championship India 2011) was de negende editie van dit regionaal voetbaltoernooi, waaraan de nationale mannenteams van de acht leden van de SAFF (South Asian Football Federation) deelnamen. Het toernooi werd onder auspiciën van de Aziatische voetbalbond (AFC) gespeeld.
Alle wedstrijden werden in het Jawaharlal Nehrustadion, met een capaciteit van 60.000 toeschouwers, in New Delhi gespeeld. Oorspronkelijk was de deelstaat Odisha als gastheer aangewezen, maar de Indiase voetbalbond (All India Football Federation) verplaatste het toernooi naar het hoofdstedelijk district.

## Deelname

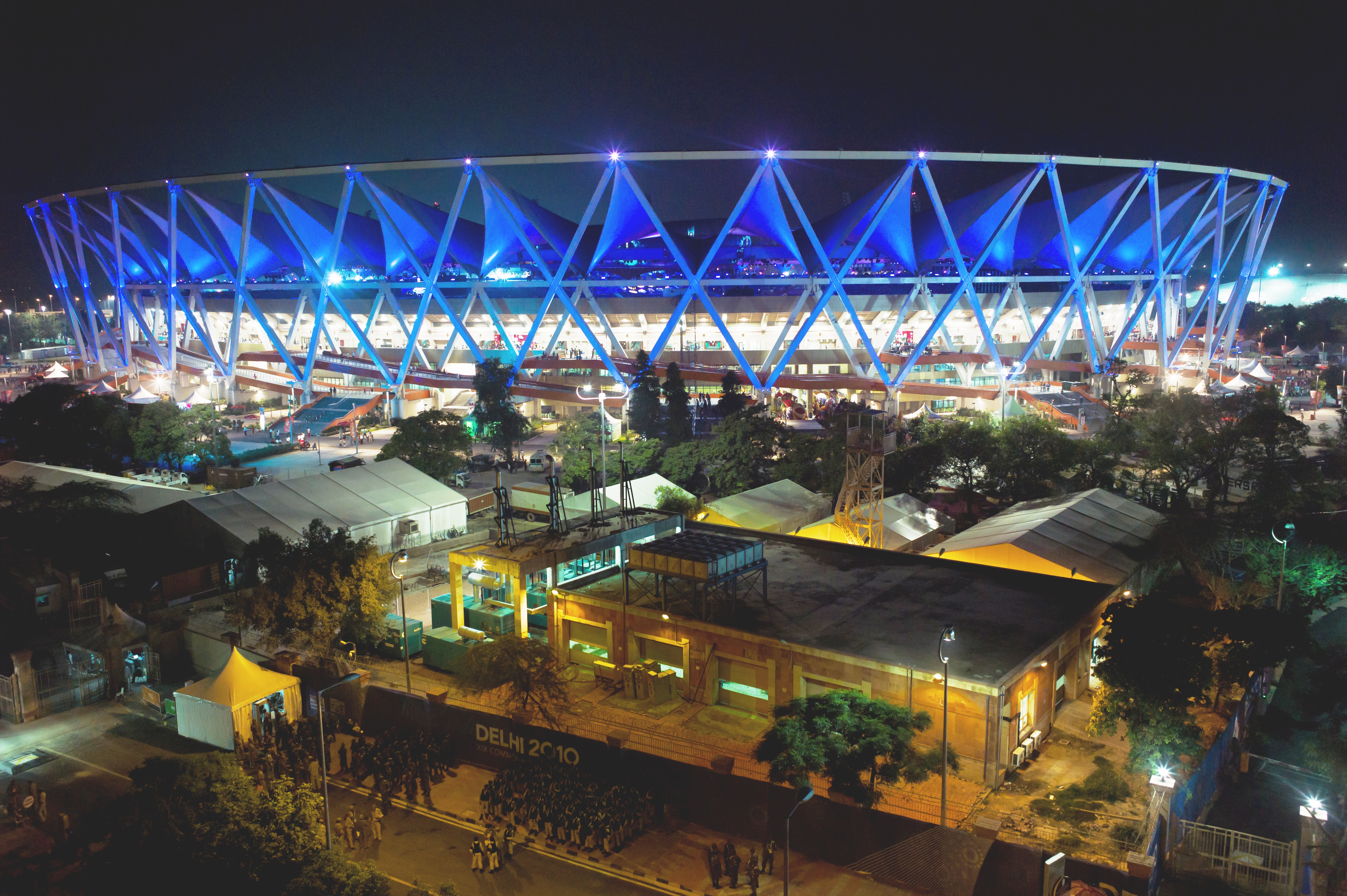
Openingsceremonie in Jawaharlal Nehrustadion

Alle acht SAFF-leden namen deel. De loting vond op 2 november 2011 plaats in New Delhi. De finalisten van 2009, India (winnaar) en Maldiven werden als groepshoofden aangewezen.
(De FIFA-ranking is van bij aanvang het toernooi.)
| Groep A     | Groep A | Groep A                               | Groep A      | Groep B    | Groep B | Groep B             | Groep B      |
| Land        | Aantal  | Beste resultaat                       | FIFA-ranking | Land       | Aantal  | Beste resultaat     | FIFA-ranking |
| ----------- | ------- | ------------------------------------- | ------------ | ---------- | ------- | ------------------- | ------------ |
| India       | 9e      | Winnaar (1993, 1997,1999, 2005, 2009) | 162          | Malediven  | 7e      | Winnaar (2008)      | 166          |
| Sri Lanka   | 9e      | Winnaar (1995)                        | 176          | Bangladesh | 8e      | Winnaar (2003)      | 142          |
| Afghanistan | 5e      | Groepsfase (2003, 2005, 2008, 2009)   | 178          | Nepal      | 9e      | Derde plaats (1993) | 143          |
| Bhutan      | 5e      | Halve finale (2008)                   | 198          | Pakistan   | 9e      | Derde plaats (1997) | 174          |

## Uitslagen

### Groep A
| Land        | Gsp | Win | Gel | Ver | DV | DT | +/- | Pnt |
| ----------- | --- | --- | --- | --- | -- | -- | --- | --- |
| Afghanistan | 3   | 2   | 1   | 0   | 7  | 12 | 3   | +9  |
| India       | 3   | 2   | 1   | 0   | 7  | 9  | 1   | +8  |
| Sri Lanka   | 3   | 1   | 0   | 2   | 3  | 4  | 6   | –2  |
| Bhutan      | 3   | 0   | 0   | 3   | 0  | 1  | 16  | –15 |

|                                                     |             |                  |             |                                                                        |
| 3 december 2011 «onderlinge duels» 15:00 (UTC+5:30) | India       | 1 – 1            | Afghanistan | Jawaharlal Nehrustadion, Delhi Scheidsrechter: Nagor Amir Noor Mohamed |
| 3 december 2011 «onderlinge duels» 15:00 (UTC+5:30) | Chhetri 10' | Wedstrijdverslag | Arezou 5'   | Jawaharlal Nehrustadion, Delhi Scheidsrechter: Nagor Amir Noor Mohamed |

|                                                     |                          |                             |        |                                                                 |
| 3 december 2011 «onderlinge duels» 18:00 (UTC+5:30) | Sri Lanka                | 3 – 0                       | Bhutan | Jawaharlal Nehrustadion, Delhi Scheidsrechter: Masoud Tufaylieh |
| 3 december 2011 «onderlinge duels» 18:00 (UTC+5:30) | Zain 29' Nipuna 35', 65' | Wedstrijdverslag[dode link] |        | Jawaharlal Nehrustadion, Delhi Scheidsrechter: Masoud Tufaylieh |

|                                                     |                             |                  |           |                                                                |
| 5 december 2011 «onderlinge duels» 15:00 (UTC+5:30) | Afghanistan                 | 3 – 1            | Sri Lanka | Jawaharlal Nehrustadion, Delhi Scheidsrechter: Timur Faizullin |
| 5 december 2011 «onderlinge duels» 15:00 (UTC+5:30) | Ahmadi 22', 36' Yamrali 79' | Wedstrijdverslag | Zain 17'  | Jawaharlal Nehrustadion, Delhi Scheidsrechter: Timur Faizullin |

|                                                     |        |                  |                                             |                                                              |
| 5 december 2011 «onderlinge duels» 18:00 (UTC+5:30) | Bhutan | 0 – 5            | India                                       | Jawaharlal Nehrustadion, Delhi Scheidsrechter: Sukhbir Singh |
| 5 december 2011 «onderlinge duels» 18:00 (UTC+5:30) |        | Wedstrijdverslag | Nabi 29' Clifford 44', 58' Chhetri 69', 84' | Jawaharlal Nehrustadion, Delhi Scheidsrechter: Sukhbir Singh |

|                                                     |             |                  |                                                                                    |                                                                    |
| 7 december 2011 «onderlinge duels» 15:00 (UTC+5:30) | Bhutan      | 1 – 8            | Afghanistan                                                                        | Jawaharlal Nehrustadion, Delhi Scheidsrechter: Nivon Robesh Gamini |
| 7 december 2011 «onderlinge duels» 15:00 (UTC+5:30) | Chencho 22' | Wedstrijdverslag | Yamrali 4' Amiri 10' Arezou 15', 18', 45+2', 83' Sharityar 48' (pen.) Mashriqi 60' | Jawaharlal Nehrustadion, Delhi Scheidsrechter: Nivon Robesh Gamini |

|                                                     |                                           |                  |           |                                                                |
| 7 december 2011 «onderlinge duels» 18:00 (UTC+5:30) | India                                     | 3 – 0            | Sri Lanka | Jawaharlal Nehrustadion, Delhi Scheidsrechter: Timur Faizullin |
| 7 december 2011 «onderlinge duels» 18:00 (UTC+5:30) | Jeje 50' Chhetri 70' Bandara 90+3' (e.d.) | Wedstrijdverslag |           | Jawaharlal Nehrustadion, Delhi Scheidsrechter: Timur Faizullin |

### Groep B
| Land       | Gsp | Win | Gel | Ver | DV | DT | +/- | Pnt |
| ---------- | --- | --- | --- | --- | -- | -- | --- | --- |
| Malediven  | 3   | 1   | 2   | 0   | 5  | 4  | 2   | +2  |
| Nepal      | 3   | 1   | 2   | 0   | 5  | 3  | 2   | +1  |
| Pakistan   | 3   | 0   | 3   | 0   | 3  | 1  | 1   | 0   |
| Bangladesh | 3   | 0   | 1   | 2   | 1  | 1  | 4   | –3  |

|                                                     |                  |       |          |                                                                |
| 2 december 2011 «onderlinge duels» 15:00 (UTC+5:30) | Bangladesh       | 0 – 0 | Pakistan | Jawaharlal Nehrustadion, Delhi Scheidsrechter: Timur Faizullin |
| 2 december 2011 «onderlinge duels» 15:00 (UTC+5:30) | Wedstrijdverslag |       |          | Jawaharlal Nehrustadion, Delhi Scheidsrechter: Timur Faizullin |

|                                                     |              |                  |            |                                                              |
| 2 december 2011 «onderlinge duels» 18:00 (UTC+5:30) | Malediven    | 1 – 1            | Nepal      | Jawaharlal Nehrustadion, Delhi Scheidsrechter: Sukhbir Singh |
| 2 december 2011 «onderlinge duels» 18:00 (UTC+5:30) | Ashfaq 45+2' | Wedstrijdverslag | Sandip 51' | Jawaharlal Nehrustadion, Delhi Scheidsrechter: Sukhbir Singh |

|                                                     |                |                  |            |                                                              |
| 4 december 2011 «onderlinge duels» 15:00 (UTC+5:30) | Nepal          | 1 – 0            | Bangladesh | Jawaharlal Nehrustadion, Delhi Scheidsrechter: Santosh Kumar |
| 4 december 2011 «onderlinge duels» 15:00 (UTC+5:30) | S. Thapa 90+5' | Wedstrijdverslag |            | Jawaharlal Nehrustadion, Delhi Scheidsrechter: Santosh Kumar |

|                                                     |                  |       |           |                                                                    |
| 4 december 2011 «onderlinge duels» 18:00 (UTC+5:30) | Pakistan         | 0 – 0 | Malediven | Jawaharlal Nehrustadion, Delhi Scheidsrechter: Nivon Robesh Gamini |
| 4 december 2011 «onderlinge duels» 18:00 (UTC+5:30) | Wedstrijdverslag |       |           | Jawaharlal Nehrustadion, Delhi Scheidsrechter: Nivon Robesh Gamini |

|                                                     |                  |                  |            |                                                                        |
| 6 december 2011 «onderlinge duels» 15:00 (UTC+5:30) | Pakistan         | 1 – 1            | Nepal      | Jawaharlal Nehrustadion, Delhi Scheidsrechter: Nagor Amir Noor Mohamed |
| 6 december 2011 «onderlinge duels» 15:00 (UTC+5:30) | Ishaq 49' (pen.) | Wedstrijdverslag | Khawas 37' | Jawaharlal Nehrustadion, Delhi Scheidsrechter: Nagor Amir Noor Mohamed |

|                                                     |                           |                  |            |                                                                 |
| 6 december 2011 «onderlinge duels» 18:00 (UTC+5:30) | Malediven                 | 3 – 1            | Bangladesh | Jawaharlal Nehrustadion, Delhi Scheidsrechter: Masoud Tufaylieh |
| 6 december 2011 «onderlinge duels» 18:00 (UTC+5:30) | Thariq 6', 17' Ashfaq 70' | Wedstrijdverslag | Shahed 29' | Jawaharlal Nehrustadion, Delhi Scheidsrechter: Masoud Tufaylieh |

## Knock-outfase
|  | halve finale       | halve finale       |  |             | finale              | finale              |
|  |                    |                    |  |             |                     |                     |
|  | 9 december – Delhi |                    |  |             |                     |                     |
|  | Malediven          | 1                  |  |             |                     |                     |
|  | India              | 3                  |  |             | 11 december – Delhi | 11 december – Delhi |
|  |                    |                    |  |             | India               | 4                   |
|  | 9 december – Delhi | 9 december – Delhi |  | Afghanistan | 0                   |                     |
|  | Afghanistan        | 1                  |  |             |                     |                     |
|  | Nepal              | 0                  |  |             |                     |                     |

### Halve finale
|                                                     |              |                  |                                    |                                                                |
| 9 december 2011 «onderlinge duels» 15:00 (UTC+5:30) | Malediven    | 1 – 3            | India                              | Jawaharlal Nehrustadion, Delhi Scheidsrechter: Timur Faizullin |
| 9 december 2011 «onderlinge duels» 15:00 (UTC+5:30) | Shamweel 60' | Wedstrijdverslag | Nabi 24' Chhetri 70' (pen.), 90+1' | Jawaharlal Nehrustadion, Delhi Scheidsrechter: Timur Faizullin |

|                                                     |             |                  |       |                                                                 |
| 9 december 2011 «onderlinge duels» 18:00 (UTC+5:30) | Afghanistan | 1 – 0            | Nepal | Jawaharlal Nehrustadion, Delhi Scheidsrechter: Masoud Tufaylieh |
| 9 december 2011 «onderlinge duels» 18:00 (UTC+5:30) | Arezou 101' | Wedstrijdverslag |       | Jawaharlal Nehrustadion, Delhi Scheidsrechter: Masoud Tufaylieh |

### Finale
|                                                      |                                                       |                  |             |                                                                                   |
| 11 december 2011 «onderlinge duels» 18:00 (UTC+5:30) | India                                                 | 4 – 0            | Afghanistan | Jawaharlal Nehrustadion, Delhi Toeschouwers: 30.000 Scheidsrechter: Sukhbir Singh |
| 11 december 2011 «onderlinge duels» 18:00 (UTC+5:30) | Chhetri 71' (pen.) Clifford 79' Jeje 80' Sushil 90+5' | Wedstrijdverslag |             | Jawaharlal Nehrustadion, Delhi Toeschouwers: 30.000 Scheidsrechter: Sukhbir Singh |

| Winnaar Zuid-Aziatisch kampioenschap voetbal 2011 |
| ------------------------------------------------- |
|                                                   |
| India Zesde titel                                 |

1993 · 1995 · 1997 · 1999 · 2003 · 2005 · 2008 · 2009 · 2011 · 2013 · 2015 · 2018 · 2021 · 2023